# August Wöhler
August Wöhler (Soltau, 22 giugno 1819 – Hannover, 21 marzo 1914) è stato un ingegnere tedesco, ricordato soprattutto per le sue indagini sistematiche sulla fatica dei metalli.

## Biografia
Nato nella città di Soltau, figlio di un insegnante, Georg Heinrich Wöhler, mostrò presto la sua abilità nella matematica e vinse una borsa di studio presso la Technische Hochschule di Hannover, sotto la direzione di Karl Karmarsch.
Nel 1840, fu assunto presso la Borsig a Berlino dove lavorò sulla produzione di binari. Nel 1843, dopo un breve soggiorno a Hannover, cominciò ad essere formato nella guida di locomotive in Belgio, ritornando come ingegnere sulla linea Hannover-Lehrte. Nel 1847 Wöhler fu il sovrintendente capo del materiale rotabile sulla linea ferroviaria Bassa Slesia-Brandeburgo. La sua fama crescente lo portò alla nomina, nel 1852 da parte del ministro prussiano del commercio, ad indagare sulle cause della frattura degli assali ferroviari, lavoro che lo occupò per i successivi due decenni.
Le ferrovie furono nazionalizzate nel 1854 e il riconoscimento della sua acuta gestione e leadership tecnica lo portarono alla nomina nel 1874 di direttore delle Ferrovie Imperiali di recente formazione, con sede centrale a Strasburgo, incarico che ha ricoperto fino al suo pensionamento nel 1889.
Wöhler ha iniziato le sue indagini sugli assali attraverso ricerche sulla teoria dell'elasticità ed è stato condotto, nel 1855, ad un metodo per prevedere la deformazione delle travi reticolari che anticipa il lavoro di Émile Clapeyron.

## Studi sulla fatica

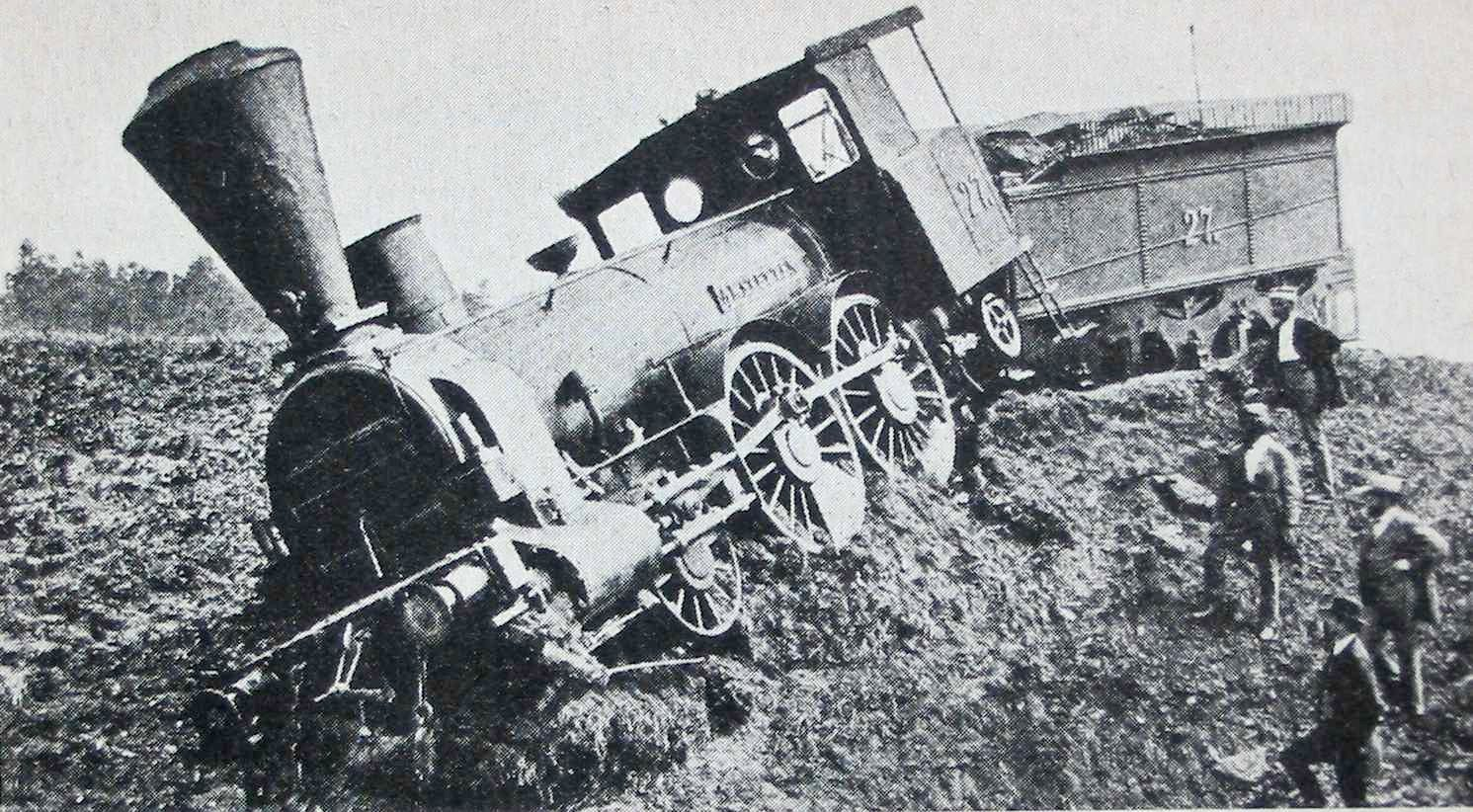
Deragliamento dellAMSTETTEN, 19 Ottobre 1875

Il 19 ottobre del 1875, si verificò il deragliamento locomotiva AMSTETTEN sulla rotta Salisburgo-Linz. La causa del deragliamento fu la rottura di una ruota, che non aveva resistito al carico rotante permanente. Il fatto che il materiale avesse una resistenza inferiore se caricato ciclicamente, non era ancora noto. Questa correlazione è stata scoperta proprio da August Wöhler.
Il suo lavoro sulla fatica rappresenta la prima indagine sistematica sulle curve S-N dette anche curve di Wöhler, che caratterizzano il comportamento meccanico a fatica dei materiali. Tali curve si possono usare per ridurre il problema della fatica abbassando lo sforzo nei punti critici del componente.

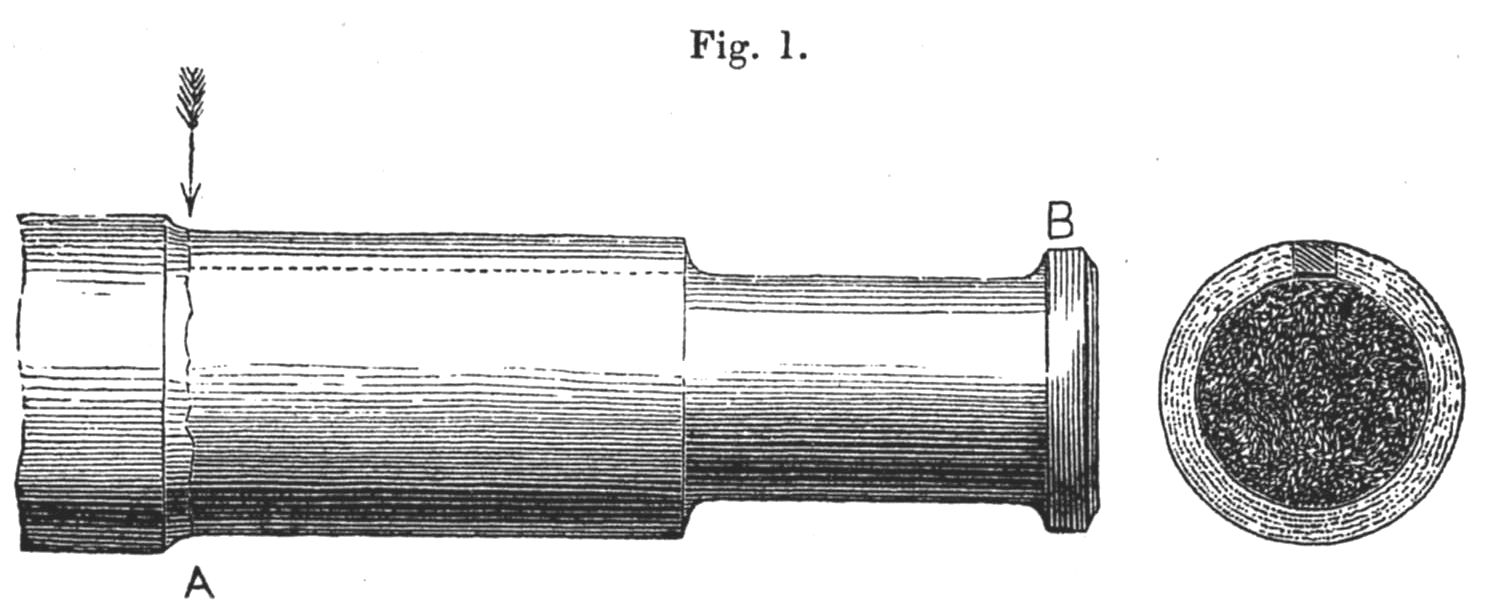
Schizzo della rottura per fatica di un assale, realizzato da Joseph Glynn a seguito dell'incidente di Versailles accident, 1842.

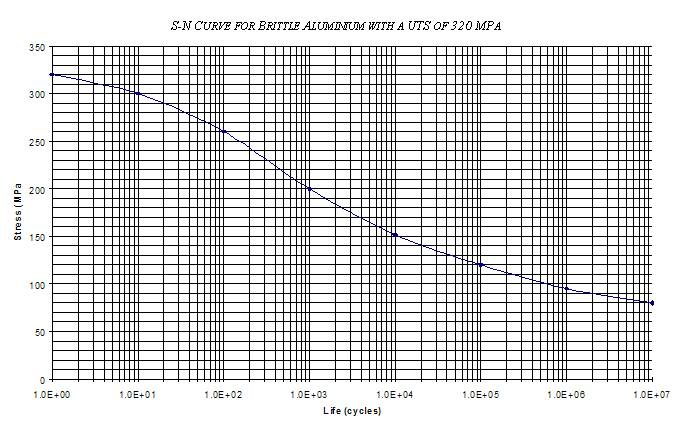
Curva S-N di una lega di alluminio

La storia della frattura può essere dedotta studiando la superficie di frattura. Wöhler sviluppò un apparato per il caricamento ciclico degli assali ferroviari, principalmente perché molti incidenti erano causati dalla frattura improvvisa per fatica degli stessi. La presentazione del suo lavoro all'Esposizione di Parigi nel 1867 gli diede un'ampia fama internazionale. Wöhler fu un sostenitore della standardizzazione nazionale, prova e certificazione del ferro e acciaio.

## Onorificenze
- Il 2 maggio 1883, è stato premiato con la medaglia d'argento per i servizi resi all'industria delle costruzioni.[7]
- Nel 1901 è stato uno dei primi a cui l'Università tecnica di Berlino ha conferito la Laurea honoris causa.
- In onore di Wöhler è intitolata una strada e una scuola secondaria nella città natale di Soltau.
- Dal 2001 l'Associazione tedesca per la ricerca sui materiali conferisce l'August-Wöhler-Medaille per altissimi meriti nel campo della meccanica dei materiali e meccanica della frattura.